# جوانة أسترالية
جَوَّانَة أسترالية أو شنقب ملون أسترالي (الاسم العلمي: Rostratula australis)، نوع من الطيور الخواضة متوسطة القد، طويلة المنقار، مميز الشكل. موطنه أستراليا.